# Sijhata
Sijhata, var en drottning av Kambodja som gift med Satha II (kung 1722–1736).
Hon var dotter till Chey Chettha IV.